# Federazione di baseball di Taiwan
La Federazione taiwanese di baseball (eng. Chinese Taipei Baseball Association; zh. 中華民國棒球協會) è un'organizzazione fondata nel 1949 per governare la pratica del baseball a Taiwan.
Organizza il campionato di baseball taiwanese, e pone sotto la propria egida la nazionale maschile.